# Terremoto en Bután de 2009
El terremoto de Bután de 2009 fue un sismo de 6,1 grados en la escala abierta de Richter que afectó al reino de Bután, el 21 de septiembre de 2009, causando 11 muertos, 15 heridos y afectó varios monasterios, edificios y escuelas.
La mayoría de las víctimas fallecieron cuando sus casas colapsaron sobre ellas, aunque cuatro trabajadores de carreteras, todos ellos indios, murieron en el distrito de Samdrup Jongkhar de Bután, cerca de la frontera con India, cuando colapsó el camino en que estaban trabajando.
Miles de butaneses pasaron la noche a la intemperie ante el temor de nuevas réplicas.
Los equipos de rescate realizaron la búsqueda de supervivientes en los distritos de Mongar y Trashigang, los más afectados por el movimiento telúrico, y donde los corrimientos de tierra bloquearon las carreteras.

## Zonas afectadas
El epicentro del temblor se localizó a 180 kilómetros al este de Thimbu, la capital, y a una profundidad de 14 kilómetros.
Temblores de alrededor de 20 segundos también se sintieron en varias capitales: Guwahati, del estado indio de Assam, en Daca, de Bangladés, y Lhasa, de la región autónoma del Tíbet.